# Іст-Фармінгдейл (Нью-Йорк)
Іст-Фармінгдейл (англ. East Farmingdale) — переписна місцевість (CDP) в США, в окрузі Саффолк штату Нью-Йорк. Населення — 6617 осіб (2020).

## Географія
Іст-Фармінгдейл розташований за координатами 40°43′49″ пн. ш. 73°24′54″ зх. д. / 40.73028° пн. ш. 73.41500° зх. д. (40.730277, -73.415045).  За даними Бюро перепису населення США в 2010 році переписна місцевість мала площу 14,85 км², з яких 14,80 км² — суходіл та 0,05 км² — водойми.

## Демографія
Згідно з переписом 2010 року, у переписній місцевості мешкали 6484 особи в 2002 домогосподарствах у складі 1410 родин. Густота населення становила 437 осіб/км².  Було 2114 помешкання (142/км²).
Расовий склад населення:
| - 71,6 % — білих - 12,5 % — чорних або афроамериканців - 5,1 % — азіатів - 0,2 % — корінних американців - 0,1 % — вихідців з тихоокеанських островів - 7,4 % — осіб інших рас |

До двох чи більше рас належало 3,1 %. Частка іспаномовних становила 20,9 % від усіх жителів.
За віковим діапазоном населення розподілялося таким чином: 22,1 % — особи молодші 18 років, 66,2 % — особи у віці 18—64 років, 11,7 % — особи у віці 65 років та старші. Медіана віку мешканця становила 35,6 року. На 100 осіб жіночої статі у переписній місцевості припадало 100,9 чоловіків;  на 100 жінок у віці від 18 років та старших — 101,5 чоловіків також старших 18 років.
Середній дохід на одне домашнє господарство  становив 104 160 доларів США (медіана — 80 317), а середній дохід на одну сім'ю — 119 821 долар (медіана — 94 297). Медіана доходів становила 52 239 доларів для чоловіків та 48 523 долари для жінок. За межею бідності перебувало 7,0 % осіб, у тому числі 8,8 % дітей у віці до 18 років та 9,8 % осіб у віці 65 років та старших.
Цивільне працевлаштоване населення становило 3421 особа. Основні галузі зайнятості: освіта, охорона здоров'я та соціальна допомога — 20,9 %, роздрібна торгівля — 15,0 %, будівництво — 10,3 %, науковці, спеціалісти, менеджери — 9,7 %.